# Armistício franco-italiano
O armistício franco-italiano, ou Armistício de Villa Incisa, assinado em 24 de junho de 1940 e em vigor a partir de 25 de junho, encerrou a breve invasão italiana da França durante a Segunda Guerra Mundial.
Em 10 de junho de 1940, a Itália declarou guerra à França, enquanto a última já estava à beira da derrota em sua guerra com a Alemanha. Após a queda de Paris, em 14 de junho, os franceses solicitaram um armistício à Alemanha e, percebendo que os alemães não lhes permitiriam continuar a guerra contra os seus aliados italianos, também enviaram um pedido de armistício para a Itália, cujas forças ainda não haviam avançado. Temendo que a guerra terminasse antes de a Itália ter alcançado qualquer dos seus objetivos, o primeiro-ministro Benito Mussolini ordenou que uma invasão em grande escala através dos Alpes começasse em 21 de junho. O armistício franco-alemão foi assinado na noite de 22 de junho, mas não entraria em vigor até que os italianos assinassem seu próprio armistício. Com suas tropas incapazes de avançar, os italianos abandonaram seus principais objetivos de guerra e assinaram o armistício em 24 de junho. Este, entraria em vigor início da manhã seguinte. Estabeleceu uma pequena zona de ocupação e uma Comissão Italiana do Armistício com a França (Commissione Italiana d'Armistizio con la Francia) em Turim para supervisionar o cumprimento francês. Comissões de armistício também foram estabelecidas para a África do Norte francesa e para a Somalilândia Francesa. O armistício permaneceu em vigor até novembro de 1942, quando, durante o Caso Anton, os italianos ocupariam todo o sudeste da França e a Córsega e invadiriam a Tunísia.